# Блеклејк (Калифорнија)
Блеклејк (енгл. Blacklake) насељено је место без административног статуса у америчкој савезној држави Калифорнија.

## Демографија
По попису из 2010. године број становника је 930.
| Група             | 2000.    | 2010.       |
| Белци             | 0 (0,0%) | 815 (87,6%) |
| Афроамериканци    | 0 (0,0%) | 8 (0,9%)    |
| Азијати           | 0 (0,0%) | 24 (2,6%)   |
| Хиспаноамериканци | 0 (0,0%) | 70 (7,5%)   |
| Укупно            | 0        | 930         |